# Kea (vogel)
De kea (Nestor notabilis) is een vogelsoort uit de kleine familie (Strigopidae) van inheemse papegaaiachtigen die met name leeft in de buurt van Mount Cook in Nieuw-Zeeland. Zijn naaste verwant is de kaka (Nestor meridionalis).

## Kenmerken
De vogel is circa 46 centimeter lang en weegt ongeveer 825 gram. De staart is 15 tot 20 cm lang. Hij heeft een zeer spitse, gekromde bovensnavel. Het verenkleed van beide geslachten is gelijk: bruin-groen met feloranje ondervleugels. De kea is op het eerste gezicht donkergroen, maar als hij opvliegt wordt het knaloranje onder de vleugel zichtbaar.

## Verspreiding en leefgebied
De vogel komt voor op het Zuidereiland en is daar standvogel. Hij leeft in de bossen, berggebieden, graslanden en bij woningen in de zone met een gematigd klimaat.

## Leefwijze
De kea behoort tot de groep papegaaiachtigen die hoofdzakelijk van nectar en stuifmeel leven, maar ook vruchten, insecten en verse twijgen worden weleens gegeten. De vogels blijken ook weleens een schaap aan te vallen. Ze klampen zich vast op de rug en plukken eerst de wol. Vervolgens scheuren ze de huid open en eten van het vet en vlees.

## Voortplanting
Ze nestelen meestal in een rotsspleet of in een holle boom, vaak bij een gunstig gelegen rotspunt. Ze leggen tussen januari en juli 2 tot 4 witte eieren, die 3 tot 4 weken door het vrouwtje worden bebroed. Als de jongen uit het ei zijn duurt het nog ongeveer 14 weken voordat ze veren krijgen.

## Opmerkelijk gedrag
Deze nieuwsgierige vogel is een van de slimste en creatiefste papegaaien. Ongeveer 10.000 jaar geleden, zo is de theorie, heeft de vogel zich moeten aanpassen aan het veranderende klimaat van de ijstijd. De snel veranderende, klimatologische omstandigheden begunstigden de creatiefste vogels.
De kea is, in tegenstelling tot alle andere bekende papegaaisoorten, een omnivoor. Het is bekend dat de kea eieren van andere vogels eet. Maar toen zich in de 18e en 19e eeuw schapenboeren in de valleien gingen vestigen, ontdekten de kea's dat ze zich goed konden voeden met schapenbloed. Steeds vaker drongen kea's 's nachts schaapstallen binnen en pikten de weerloze schapen in hun nek en rug om het bloed en het vet op te eten. Door dit eetgedrag stierven veel schapen.

### Tot 1970 schadelijke diersoort

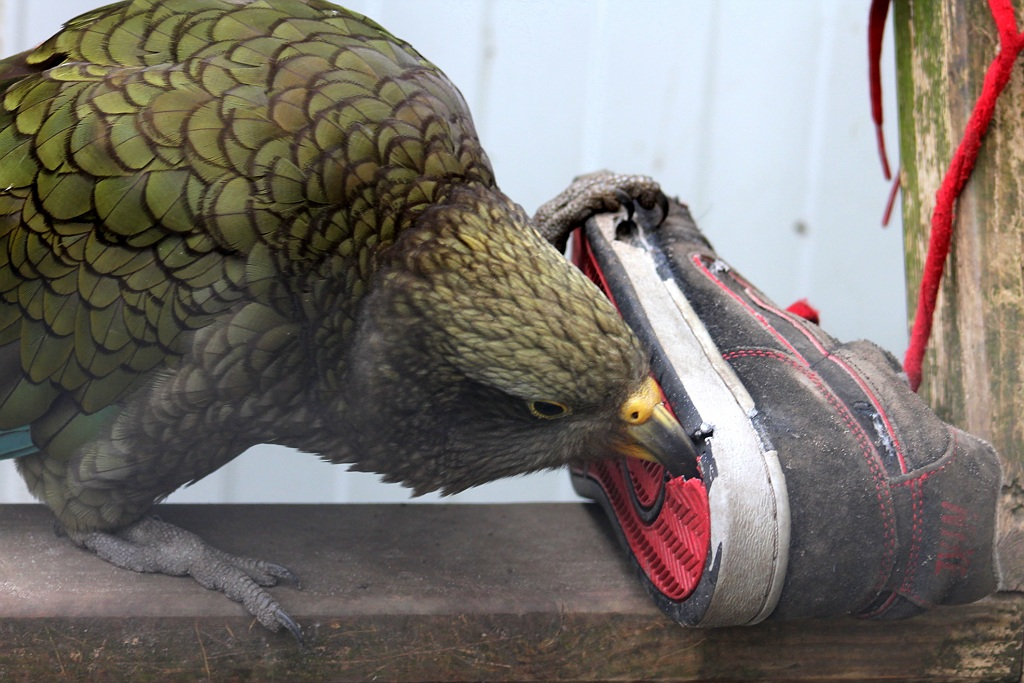
Een kea in gevangenschap sloopt een schoen.

Gaandeweg de 19e eeuw werd de kea als schadelijke vogel gezien en boeren begonnen de papegaaien massaal uit te roeien. De bijnaam van de kea luidde de gevederde wolf vanwege het grote aantal dode schapen. Omdat kea's dwangmatig nieuwsgierig zijn legden boeren 's nachts vuurtjes aan waardoor de vogels werden aangelokt. Vervolgens was het afschieten natuurlijk kinderspel.
In de jaren 60 van de 20e eeuw begon de wintersport zich in het middelgebergte van Nieuw-Zeeland te ontwikkelen en de kea's speelden daar weer op in. Ze zijn nu overal te vinden waar mensen op wintersport zijn. Ze leven van het afval dat de mensen achterlaten of ze houden zich op terrasjes en parkeerplaatsen op om het beschikbare voedsel weg te kapen. Kea's staan erom bekend dat ze op onbewaakte plekken rubberen dichtingen van auto's slopen.

### Rode Lijstsoort
Halverwege de 20e eeuw was de kea zo goed als uitgeroeid. Tot 1970 werden er in totaal meer dan 150.000 vogels geschoten volgens een premiestelsel. In 1971 werd de kea gedeeltelijk beschermd en in 1986 werd hij uitgeroepen tot volledig beschermde soort. Volgens onderzoekers waren er toen nog maar 1000 tot 5000 exemplaren. Een latere schatting uit 1992 kwam uit op 15.000.
De kea staat als bedreigde diersoort op de internationale Rode Lijst van de IUCN. Naast directe vervolging door schapenboeren maken ook ontbossing en de introductie van (eier)rovers als de hermelijn (Mustela erminea), zwarte rat (Rattus rattus) en possums (met name de voskoesoe, Trichosurus vulpecula) de kea kwetsbaar voor uitsterven.
De kea is ook wettelijk beschermd via het verdrag over de handel in bedreigde diersoorten (CITES, bijlage II).